# Porquerisses
Porquerisses és un petit poble que pertany jurídicament des de 1857 al municipi d'Argençola, a la comarca de l'Anoia. Està situat al nord del terme municipal, a la riba esquerra del riu Anoia i adjacent al punt quilomètric 541 de la carretera N-II.
Es troba a 535 metres d'altitud sobre el nivell del mar i inclou una vintena de cases i uns trenta habitants. La seva església, documentada des de 1331, està dedicada a Sant Genís i forma part de la parròquia de Carbasí. El poble és travessat per l'antic Camí Ral, una via reconeguda pel Camí de Sant Jaume en la ruta de Montserrat a Logroño. L'any 1972 la N-II va ser desplaçada al nord del nucli i el 2004 es va obrir l'autovia A-2 una mica més al nord.